# Grumman XF10F Jaguar
Pour les articles homonymes, voir Jaguar (homonymie).
Le Grumman XF10F Jaguar est un prototype d'avion de chasse à géométrie variable conçu dans les années 1950 et utilisé par l'United States Navy. Bien qu'il n'entre jamais en service, les recherches conduisent aux futurs General Dynamics F-111 et au F-14 Tomcat de l'avionneur.